# 球狀屋頂
球狀屋頂是一種由12個三角形和2個正方形組成的十四面體，為詹森多面體的其中一個，其所引為J86。它無法由柏拉圖立體（正多面體）和阿基米得立體（半正多面體）經過切割、增補而得來，是詹森多面體中的基本立體之一。其外觀為在兩個正方形「屋頂」下由多個正三角形以扭曲的球體狀排列組合而成。詹森多面體是凸多面體，面皆由正多邊形組成但不屬於均勻多面體，共有92種。這些立體最早在1966年由諾曼·詹森（Norman Johnson）命名並給予描述。
部分化學物質的分子結構為球狀屋頂。

## 性質
球狀屋頂共由14個面、22條邊和10個頂點所組成。在其14個面中，有12個三角形面和2個正方形面。在其10個頂點中，有4個頂點是5個正三角形的公共頂點，在頂點圖中可以用[35]來表示、還有4個頂點是3個三角形和1個正方形的公共頂點，在頂點圖中可以用[33,4]來表示、剩餘的2個頂點是2個三角形和2個正方形的公共頂點，在頂點圖中可以用[32,42]來表示。

### 體積與表面積
若一個球狀屋頂邊長為{\displaystyle a}，則其表面積{\displaystyle A}為：
{\displaystyle A=\left(2+3{\sqrt {3}}\right)a^{2}\approx 7.19615a^{2}}
而其體積{\displaystyle V}為：
{\displaystyle \left({\frac {1}{2}}{\sqrt {1+3{\sqrt {\frac {3}{2}}}+{\sqrt {13+3{\sqrt {6}}}}}}\right)a^{3}\approx 1.51535a^{3}}

### 頂點座標
邊長為單位長的球狀屋頂的頂點座標為：
{\displaystyle \left(\pm {\tfrac {6+{\sqrt {6}}+2{\sqrt {3\left(71-19{\sqrt {6}}\right)}}}{30}},\,\pm {\frac {1}{2}},\,\right)}
{\displaystyle \left(\pm {\frac {1}{2}},\,0,\,{\tfrac {\sqrt {6\left(41{\sqrt {6}}-44+2{\sqrt {2743-977{\sqrt {6}}}}\right)}}{30}}\right)}
{\displaystyle \left(0,\,\pm {\frac {1}{2}},\,-{\tfrac {\sqrt {6\left(1+36{\sqrt {6}}-2{\sqrt {2\left(269+9{\sqrt {6}}\right)}}\right)}}{30}}\right)}
{\displaystyle \left(0,\,\pm {\tfrac {9-{\sqrt {6}}+2{\sqrt {3\left(71-19{\sqrt {6}}\right)}}}{30}},\,{\tfrac {\sqrt {6\left(18{\sqrt {6}}-37\right)}}{15}}\right)}
另外一種球狀屋頂的頂點座標的表示方法可以用來表達邊長為2的球狀屋頂的頂點座標。首先令k ≈ 0.85273為下列四次式的最小實根：
{\displaystyle 60x^{4}-48x^{3}-100x^{2}+56x+23.}
則邊長為2的球狀屋頂之頂點座標可以由下列頂點的軌道的並集在沿xz平面和yz平面鏡射所產生的空間對稱群之群作用下給出：
{\displaystyle \left(0,1,2{\sqrt {1-k^{2}}}\right),\,(2k,1,0),\left(0,1+{\frac {\sqrt {3-4k^{2}}}{\sqrt {1-k^{2}}}},{\frac {1-2k^{2}}{\sqrt {1-k^{2}}}}\right),\,\left(1,0,-{\sqrt {2+4k-4k^{2}}}\right)}

## 相關多面體

### 球狀屋頂欠側錐
球狀屋頂欠側錐（Diminished sphenocorona）是指從球狀屋頂上移除一個五角錐所構成的立體，然而，直接將五角錐從球狀屋頂移除將會出現一個不共面五邊形，無法構成多面體，需要將頂點位置些微調整，才能將五邊形面放置到移除五角錐的位置，這將導致球狀屋頂欠側錐的面僅是很接近正多邊形而不是正多邊形，因此是一種擬詹森多面體。
球狀屋頂欠側錐的面有一個五邊形-正方形-正方形的相連結構，且這結構周圍由三角形包覆填滿，這樣的結構使得球狀屋頂欠側錐可以視為一系列楔形立體的成員之一。楔形立體由n邊形-正方形-(n−1)邊形的相連結構加上三角形包覆填滿構成，這類立體都是擬詹森多面體，而球狀屋頂欠側錐的情況則是五邊形-正方形-正方形，因此又可稱為{4}-{5}楔形。這類立體的面無法全部由正多邊形組成，其面的扭曲在正方形面的附近尤為明顯，三角形-三角形邊的扭曲最大可達0.19。
球狀屋頂欠側錐共由10個面、17條邊和9個頂點組成，在其10個面中，有7個三角形、2個正方形和1個五邊形。其9個頂點中，有2個是2個三角形和2個正方形的公共頂點，在頂點圖中可以用3.3.4.4來表示；還有2個頂點是3個三角形和1個正方形的公共頂點，在頂點圖中可以用3.3.3.4來表示；還有2個頂點是1個三角形、1個正方形和1個五邊形的公共頂點，在頂點圖中可以用3.4.5來表示；以及3個頂點是3個三角形和1個五邊形的公共頂點，在頂點圖中可以用3.3.3.5來表示。

球狀屋頂
球狀屋頂欠側錐
球狀屋頂欠側錐的3D模型
- 球狀屋頂欠側錐的展開圖

### 其他立體

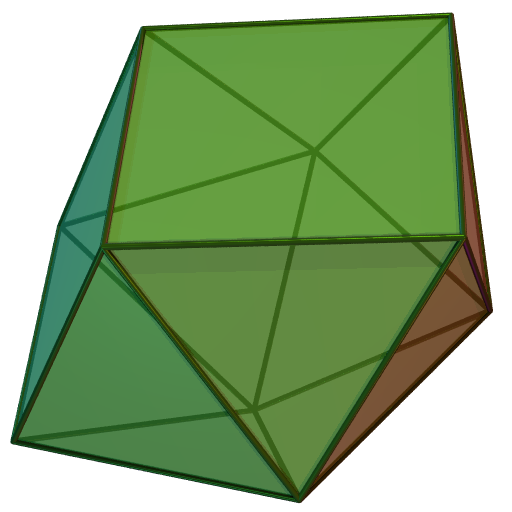
球狀屋頂 （原始的球狀屋頂立體）
球狀屋頂欠側錐 （移除一個五角錐的球狀屋頂）
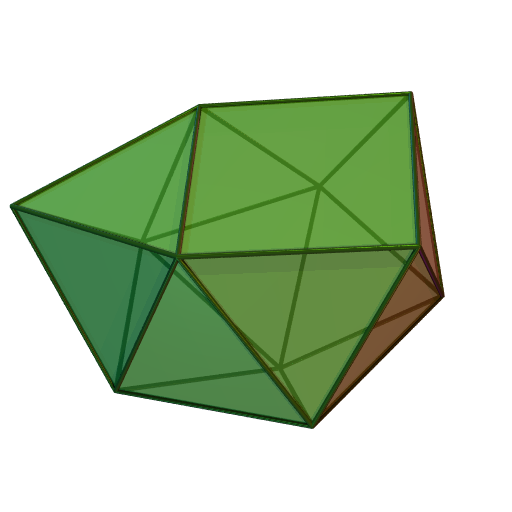
側錐球狀屋頂 （在正方形面疊上正四角錐的球狀屋頂）
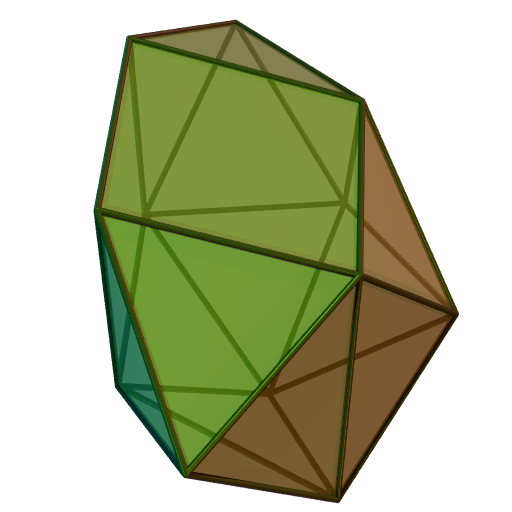
加長型球狀屋頂 （正方形附近的4個位置上各加上1個正三角形的球狀屋頂）
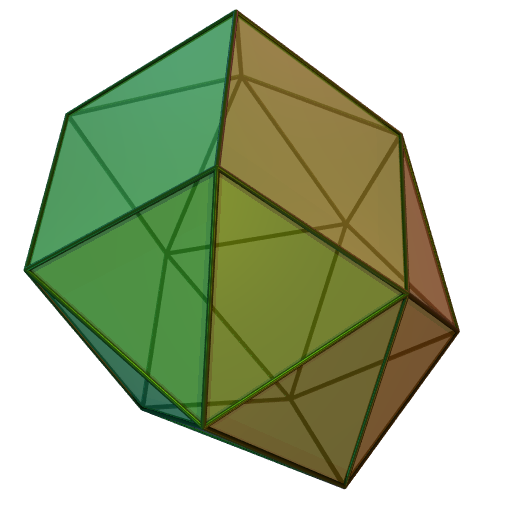
廣底加長型球狀屋頂 （「屋頂」部分由3個正方形組成的球狀屋頂）
廣底加長型球狀屋頂欠側錐 （移除一個五角錐的廣底加長型球狀屋頂）
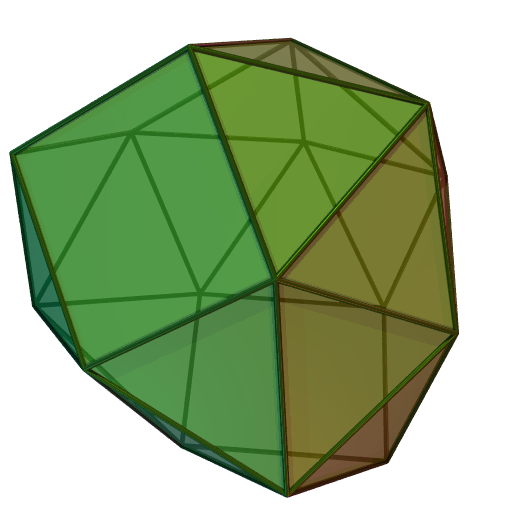
五角錐球狀屋頂 （合併兩個移除了兩個正三角形的球狀屋頂）

## 外部連結
- 埃里克·韦斯坦因. . MathWorld.
  - 埃里克·韦斯坦因. . MathWorld.